# Waterpolo masculino en los Juegos Asiáticos
El Campeonato de waterpolo masculino de los Juegos Asiáticos es una competición de waterpolo integrada dentro de los Juegos Asiáticos. Se empezó a disputar en 1951. Esa primera vez sólo participaron dos selecciones.

## Historial
| Año  | Sede        | Oro        | Plata         | Bronce        |
| ---- | ----------- | ---------- | ------------- | ------------- |
| 2010 | Cantón      |            |               |               |
| 2006 | Doha        | China      | Japón         | Kazajistán    |
| 2002 | Busán       | Kazajistán | Japón         | China         |
| 1998 | Bangkok     | Kazajistán | Uzbekistán    | China         |
| 1994 | Hiroshima   | Kazajistán | China         | Japón         |
| 1990 | Pekín       | China      | Japón         | Corea del Sur |
| 1986 | Seúl        | China      | Corea del Sur | Singapur      |
| 1982 | Nueva Delhi | China      | Japón         | India         |
| 1978 | Bangkok     | China      | Japón         | Singapur      |
| 1974 | Teherán     | Irán       | China         | Japón         |
| 1970 | Bangkok     | Japón      | India         | Indonesia     |
| 1966 | Bangkok     | Japón      | Singapur      | Indonesia     |
| 1962 | Yakarta     | Japón      | Indonesia     | Singapur      |
| 1958 | Tokio       | Japón      | Singapur      | Indonesia     |
| 1954 | Manila      | Singapur   | Japón         | Indonesia     |
| 1951 | Nueva Delhi | India      | Singapur      |               |

## Palmarés
| Núm. | País          | Oro | Plata | Bronce | Total |
| ---- | ------------- | --- | ----- | ------ | ----- |
| 1    | China         | 5   | 1     | 2      | 8     |
| 2    | Japón         | 4   | 6     | 2      | 12    |
| 3    | Kazajistán    | 3   | 0     | 1      | 4     |
| 4    | Singapur      | 1   | 3     | 3      | 7     |
| 5    | India         | 1   | 1     | 1      | 3     |
| 6    | Irán          | 1   | 0     | 0      | 1     |
| 7    | Indonesia     | 0   | 1     | 4      | 5     |
| 8    | Corea del Sur | 0   | 1     | 1      | 2     |
| 9    | Uzbekistán    | 0   | 1     | 0      | 1     |